# Jugend (musikalbum)
Jugend blev P-Nissarnas första EP. Den spelades in i Gävle och de producerade den själva. Den släpptes av RIP Records, 1980.

## Låtförteckning
| Nr | Titel   | Längd | Noteringar |
| -- | ------- | ----- | ---------- |
| 1. | Jugend  |       |            |
| 2. | Plastic |       |            |
| 3. | Benzin  |       |            |